# Alcantara (Schiff, 1927)
Die RMS Alcantara (II) war ein 1927 in Dienst gestelltes Passagierschiff der britischen Reederei Royal Mail Line, das im Passagier- und Postverkehr von Großbritannien nach Südamerika eingesetzt wurde. Wie ihr Schwesterschiff Asturias verkehrte die Alcantara zuerst als Motorschiff. Im Zweiten Weltkrieg diente das Schiff als Hilfskreuzer und später als Truppentransporter, 1958 wurde die Alcantara in Japan abgewrackt.

## Das Schiff

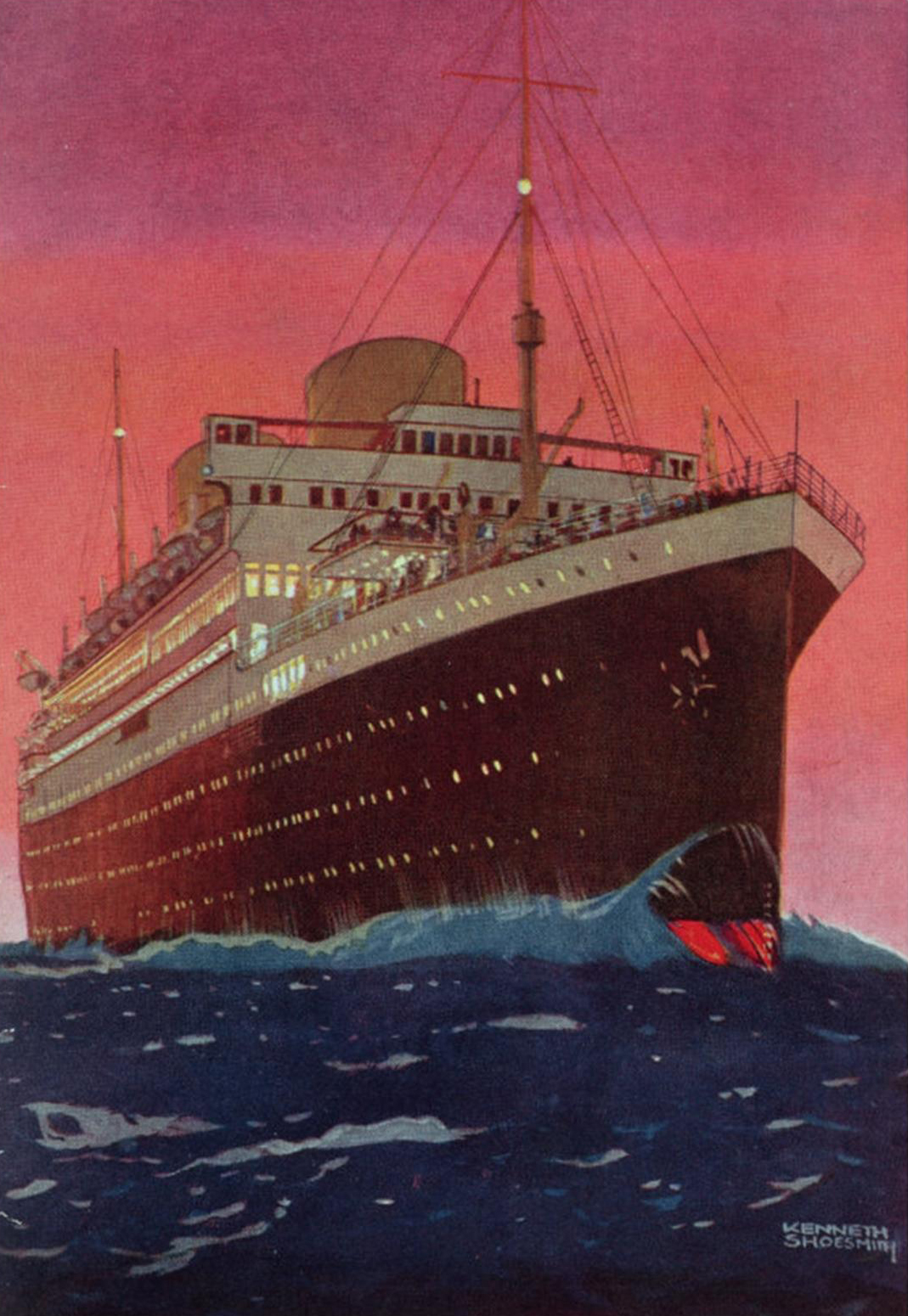
Illustration von 1928

Das 22.181 BRT große Motorschiff Alcantara wurde bei Harland & Wolff in Belfast gebaut. Sie und ihr auf der gleichen Werft gebautes Schwesterschiff Asturias (II) (22.048 BRT) waren die bis dahin größten Schiffe der Royal Mail Line. Erst 1939 wurde mit der 26.689 BRT vermessenden Andes (II) ein größeres Schiff gebaut. Sie war der Namensnachfolger der ersten Alcantara, die 1916 nach nur zwei Jahren im Dienst im Gefecht mit dem deutschen Hilfskreuzer Greif gesunken war.
Das 192,17 Meter lange und 23,92 Meter breite Passagier- und Postschiff hatte zwei Schornsteine, zwei Masten und zwei Propeller. Es wurde ursprünglich von zwei 8-Zylinder-Dieselmotoren von Harland & Wolff (Lizenz Burmeister & Wain) angetrieben, die eine Höchstgeschwindigkeit von 16 Knoten ermöglichten. Das Schiff konnte insgesamt 1306 Passagiere befördern, davon 432 in der Ersten, 200 in der Zweiten und 674 in der Dritten Klasse. Die Alcantara und die Asturias waren kurzzeitig die größten Motorschiffe der Welt. Die Alcantara lief am 23. September 1926 vom Stapel und wurde am 18. Februar 1927 fertiggestellt. Am 4. März 1927 lief sie in Southampton zu ihrer Jungfernfahrt über Cherbourg, Lissabon und Las Palmas nach Rio de Janeiro und Buenos Aires aus. Sie blieb bis Kriegsausbruch auf dieser Route. Daneben wurde sie gelegentlich für Kreuzfahrten eingesetzt.
Da die Dieselmotoren bei hoher Geschwindigkeit erhebliche Vibrationen verursachten, wurden die beiden Schiffe 1934 vorübergehend für Modernisierungsmaßnahmen aus dem Verkehr gezogen. Der Schiffsrumpf der Alcantara wurde auf 202,99 Meter verlängert und es wurden Dampfkessel und zwei Sets Dampfturbinen der Marke Parsons mit einfacher Untersetzung sowie neue Propeller eingebaut, durch die sich die Geschwindigkeit auf 19 Knoten erhöhte und das Vibrationsproblem gelöst wurde. Außerdem wurden die Schornsteine verlängert und die Passagierunterkünfte wurden umgebaut für 330 Passagiere in der Ersten, 220 in der Zweiten und 768 in der Dritten Klasse. Durch die Umbauten erhöhte sich ihre Tonnage leicht auf 22.209 BRT. Am 4. Mai 1935 konnte die Alcantara wieder in See stechen.

## Zweiter Weltkrieg und späte Jahre
1939 wurde die Alcantara in einen bewaffneten Hilfskreuzer (Armed Merchant Cruiser) umgerüstet. Sie wurde mit 150-mm-Kanonen versehen und der vordere Schornstein, der nur eine Attrappe war, wurde demontiert. Der Hauptmast wurde ebenfalls entfernt. Für den weiteren Umbau wurde die Alcantara nach Malta geschickt, wurde unterwegs aber in eine heftige Kollision mit der Franconia der Cunard Line verwickelt. Sie blieb schwimmfähig und erreichte Alexandria, wo die Schiffshülle repariert wurde. Im Dezember 1939 nahm sie ihren Patrouillendienst im Südatlantik auf.
Am 28. Juli 1940 kam es im Südatlantik zu einem Gefecht mit dem deutschen Hilfskreuzer Thor. Die Alcantara konnte die Thor zwei Mal treffen, wurde aber selbst von insgesamt drei Granaten getroffen. Durch eine der Explosionen wurde der Maschinenraum geflutet, sodass sie die Geschwindigkeit reduzieren musste. Die Thor zog sich in einen Rauchschleier zurück und verschwand und die Alcantara setzte die Fahrt nach Rio fort, um notdürftige Reparaturen vornehmen zu lassen. 1943 wurde sie in einen Truppentransporter umgewandelt und machte Truppenfahrten ins Mittelmeer, nach Singapur, Südostasien, Halifax, Indien und Ceylon.
Am 8. Oktober 1948 lief die Alcantara zu ihrer ersten Nachkriegsfahrt im Passagierverkehr von Southampton nach Buenos Aires aus. Sie war zur Beförderung von 220 Passagieren in der Ersten Klasse, 185 in der Zweiten Klasse und 462 in der Touristenklasse umgebaut worden. Am 17. April 1957 legte sie zu ihrer letzten Überfahrt ab. Sie hatte insgesamt 172 Fahrten nach Südamerika vollendet. Sie wurde zum Abbruch nach Japan verkauft und machte die Überfahrt dorthin unter dem Namen Kaisho Maru. Am 30. September 1958 traf sie in Osaka ein, wo sie kurz darauf verschrottet wurde.

## Nachleben
Im Zuge der Umrüstung zum Hilfsschiff wurde auch die hölzerne Täfelung aus Mahagoni der Lobby entfernt. Sie wurde für den Wiedereinbau für die Zeit nach dem Krieg eingelagert. Nach dem Krieg wurden sie aber nicht wiederverwendet und veräußert. Der Pfarrer der maltesischen Gemeinde Unserer lieben Frau der Gnaden in Żabbar ersteigerte einige Paneele. Diese wurden 1951 als Plattform für den Altar bei einem Heiligenfest verwendet. Heute befinden sie sich  im örtlichen Sanktuarium-Museum als Raum für kleine Ausstellungen.